# Lliga Comunista del Nepal
La Lliga Comunista del Nepal o Nepal Communist League (nepalès: Nepal Samyabadi Sangh) fou un partit polític del Nepal.
Estava dirigit per Shambhuram Shrestha i es va escindir del Partit Comunista de Nepal (Manmohan) el 1977.
El 1990 fou part del Moviment Popular d'Unitat Nacional.
Després del 1991 es va unir al Partit Comunista del Nepal (Unificat Marxista-Leninista).